# Željko Filipović
Željko Filipović (sinh 3 tháng 10 năm 1988) là một cầu thủ bóng đá Slovenia thi đấu ở vị trí tiền vệ cho Dinamo Brest.

## Danh hiệu
Maribor
- Slovenian PrvaLiga (5): 2010–11, 2011–12, 2012–13, 2013–14, 2014–15
- Cúp bóng đá Slovenia (3): 2011–12, 2012–13, 2015–16
- Siêu cúp bóng đá Slovenia (3): 2012, 2013, 2014